# Кондом (Француска)
Кондом (фр. Condom) насеље је и општина у јужној Француској у региону Миди Пирене, у департману Жерс која припада префектури Кондом.
По подацима из 2011. године у општини је живело 6925 становника, а густина насељености је износила 71,12 становника/km². Општина се простире на површини од 97,37 km². Налази се на средњој надморској висини од 82 метара (максималној 190 m, а минималној 62 m).

## Демографија
| 1962. | 1968. | 1975. | 1982. | 1990. | 1999. | 2011. |
| ----- | ----- | ----- | ----- | ----- | ----- | ----- |
| 6.850 | 7.326 | 7.853 | 7.634 | 7.717 | 7.251 | 6.925 |

График промене броја становника у току последњих година